# Edna Maison
Pour les articles homonymes, voir Maison (homonymie).
Carmen Edna Maisonave, connue sous le nom de scène Edna Maison (née le 17 août 1892 à San Francisco, Californie et morte le 11 janvier 1946  à Hollywood, en Californie) est une actrice américaine de la période du cinéma muet.

## Biographie
Fille de Peter Maisonave (1852–1924), Carmen Edna Maisonave naît à San Francisco en 1892. Elle fait ses études à Los Angeles à l'Immaculate Heart Academy. À l'âge de 6 ans, elle débute au théâtre avec la Cooper Stock Company au Burbank Theatre de Los Angeles. À 15 ans, elle chante à l'Opéra Tivoli à San Francisco. Par la suite, elle se produit au Fisher's Theatre, et travaille avec la California Opera Company, et avec la Edgar Temple Opera Company avant de se lancer dans le cinéma sous le nom de scène Edna Maison. Elle tourne dans une centaine de films entre 1912 et 1918 avecc des réalisateurs comme Thomas H. Ince, Otis Turner, Harry A. Pollard, Jack Conway, Frank Montgomery, Edwin August, Lloyd Ingraham, Burton L. King ou encore Francis Ford.
Elle meurt à Hollywood le 11 janvier 1946 d'une maladie cardiaque à l'âge de 53 ans, et est inhumée au cimetière du Calvaire  (en anglais le Calvary Cemetery) de Los Angeles.

## Vie privée
En 1911 Edna Maison épouse Thomas Adolphus Poste (1875–1926), dont elle divorce rapidement, et se remarie en 1917 avec Beverly Howard Griffith (1887–1970).

## Filmographie

### Comme actrice
- 1912 : The Girl Sheriff (réalisateur inconnu)
- 1912 : A Redman's Friendship (réalisateur inconnu)
- 1912 : For the Sake of the Papoose (réalisateur inconnu)
- 1912 : Misleading Evidence (réalisateur inconnu)
- 1912 : The Branded Arm (réalisateur inconnu)
- 1912 : Fate's Decree (réalisateur inconnu)
- 1912 : A Double Reward de Thomas H. Ince
- 1912 : The Padre's Gift (réalisateur inconnu)
- 1912 : The Bear Trap (réalisateur inconnu)
- 1913 : The Faithful Yuma Servant (réalisateur inconnu)
- 1913 : The Spectre Bridegroom d'Étienne Arnaud
- 1913 : The Bear Hunter (réalisateur inconnu)
- 1913 : A Pig's a Pig (réalisateur inconnu)
- 1913 : On El Camino Real (réalisateur inconnu)
- 1913 : In Slavery Days d'Otis Turner
- 1913 : The Idol of Bonanza Camp (réalisateur inconnu)
- 1913 : Poleon the Trapper (réalisateur inconnu)
- 1913 : The Proof of the Man  (réalisateur inconnu)
- 1913 : The Second Home-Coming (réalisateur inconnu)
- 1913 : The Death Stone of India de Milton J. Fahrney
- 1913 : The Village Blacksmith de Harry A. Pollard
- 1913 : The Little Skipper (réalisateur inconnu)
- 1913 : Mother (réalisateur inconnu)
- 1913 : The Struggle de Jack Conway et Frank Montgomery
- 1913 : The Revelation de Fred J. Balshofer
- 1913 : The Kid (réalisateur inconnu)
- 1913 : Playmates (réalisateur inconnu)
- 1913 : The Lesson the Children Taught d'Edwin August
- 1913 : How Freckles Won His Bride (réalisateur inconnu)
- 1913 : Her Legacy de Fred J. Balshofer
- 1913 : Freckles' Fight for His Bride de Harry A. Pollard
- 1913 : What Happened to Freckles d'Edwin August
- 1913 : Three Children (réalisateur inconnu)
- 1914 : Them Ol' Letters d'Edwin August
- 1914 : The Cycle of Adversity d'Otis Turner
- 1914 : The Option (réalisateur inconnu)
- 1914 : The Merchant of Venice (en) de Phillips Smalley et Lois Weber
- 1914 : By Radium's Rays d'Otis Turner
- 1914 : The Way of a Woman de Wallace Reid
- 1914 : Cupid Incognito de Wallace Reid
- 1914 : Dangers of the Veldt d'Otis Turner
- 1914 : Pitfalls d'Edwin August
- 1914 : Risen from the Ashes (réalisateur inconnu)
- 1914 : The Taint of an Alien d'Edwin August
- 1914 : Old California de Robert Thornby
- 1914 : The Transformation of Prudence (réalisateur inconnu)
- 1914 : Heart Strings de Charles Giblyn
- 1914 : The Masked Rider (réalisateur inconnu)
- 1914 : The Brand of Cain de Charles Giblyn
- 1914 : The Woman in Black d'Otis Turner
- 1914 : The Spy d'Otis Turner
- 1914 : The Pearl of the Sea (réalisateur inconnu)
- 1914 : Kate Waters of the Secret Service d'Arthur Hotaling
- 1914 : The Barnstormers de Lloyd Ingraham
- 1914 : The Divorcee (réalisateur inconnu)
- 1914 : This Is the Life de Lloyd Ingraham
- 1914 : The Storm Bird (réalisateur inconnu)
- 1914 : The Angel of the Camp (réalisateur inconnu)
- 1914 : A Modern Melnotte de Lloyd Ingraham
- 1914 : Be Neutral de Francis Ford
- 1914 : Richelieu d'Allan Dwan
- 1914 : The Actress (réalisateur inconnu)
- 1914 : The Mayor's Manicure (réalisateur inconnu)
- 1914 : The Padrone's Ward de Lloyd Ingraham
- 1914 : Suspended Sentence (réalisateur inconnu)
- 1914 : The Senator's Lady (réalisateur inconnu)
- 1914 : Nan of the Hills (réalisateur inconnu)
- 1914 : Siss Dobbins, Oil Magnate (réalisateur inconnu)
- 1914 : The Heart of a Magdalene de Lloyd Ingraham
- 1914 : The King and the Man de Jacques Jaccard
- 1915 : A Girl of the Pines (réalisateur inconnu)
- 1915 : Their Island of Happiness (réalisateur inconnu)
- 1915 : The Unmasking (en) de Sydney Ayres
- 1915 : Lure of the West de Webster Cullison
- 1915 : The Vaudry Jewels de Burton L. King
- 1915 : The Recoil (réalisateur inconnu)
- 1915 : Her Adopted Mother (réalisateur inconnu)
- 1915 : When Jealousy Tumbled de Burton L. King
- 1915 : The Love of Mary West de Burton L. King
- 1915 : The Grim Messenger de Lloyd Ingraham
- 1915 : Courage de Lloyd Ingraham
- 1915 : Roses and Thorns de Burton L. King
- 1915 : Under the Crescent de Burton L. King
- 1915 : One Man's Evil de Joseph De Grasse
- 1915 : Her Mysterious Escort de William C. Dowlan
- 1915 : Vanity de Joseph De Grasse
- 1915 : Was She a Vampire? d'Albert W. Hale
- 1915 : Manna d'Henry Otto
- 1916 : Buck Simmons, Puncher de Leon De La Mothe
- 1916 : A Daughter of Penance d'Henry Otto
- 1916 : The Dumb Girl of Portici de Phillips Smalley et Lois Weber
- 1916 : Undine (en) d'Henry Otto
- 1916 : After the Play de William Worthington
- 1916 : The One Woman d'Henry Otto
- 1916 : The Dumb Bandit de Francis Ford
- 1916 : Through Baby's Voice de George Cochrane
- 1916 : Mister Vampire de Francis Ford
- 1917 : The Jewel of Death de Milton J. Fahrney
- 1917 : Love's Turmoil (réalisateur inconnu)
- 1918 : A Rich Man's Darling (en) d'Edgar Jones
- 1918 : The Mysterious Mr. Browning de Sidney M. Goldin